# Paradise Hotel (Danmark, sæson 9)
 Denne artikel omhandler Paradise Hotel, sæson 9. Opslagsordet har også en anden betydning, se Paradise Hotel (flertydig).
Den niende sæson af realityprogrammet Paradise Hotel blev sendt på TV3 fra den 14. januar 2013 til den 16. maj 2013. Sæsonen havde i gennemsnit et seertal på 144.000 i de første tre uger, hvorefter seertallet steg til omkring 185.000 per afsnit, og ligeledes var sæsonen desuden den mest sete på TV3's gratis webtjeneste TV3 Play. 
Som noget delvist nyt havde den niende sæson også kendte personer med, blandt andet den amerikanske berømthed Paris Hilton, som fik 1,7 millioner kroner for at medvirke i det første afsnit. Den professionelle bokser Patrick Nielsen tjekkede også ind på hotellet og det samme gjorde stripperen Stine Kronborg.
Sæsonen blev også genstand for medieomtale, blandt andet fordi deltageren Anna Due havde modtaget dødstrusler på sin Facebook-profil, efter en episode på hotellet og fordi programmet for første gang havde en voldsdømt og tidligere hooligan med, Martin Hjort Kristensen.
Vinderen af sæson 9 blev den 26-årige Nicolas fra København, der til dagligt arbejder som skirejsebureaumedarbejder. Han vandt 300.000 kroner.

## Sæson 9
- Vært: Rikke Göransson
- Paradise After Dark vært: Jeppe Voldum
- Vinder: Nicolas (300.000 kr.) og Sandra (0 kr.)[9][10]
- Finalister: Jack (0 kr.) og Daniela (0 kr.)
- Jury: Kasper, Beth, Martin, Kathrine, Malene, Nichlas, Stine Kronborg, Rasmus og Nathja
- Mr. Paradise: Kasper[11]
- Miss Paradise: Malene[12]
- Årets par: Nicolas og Sandra
- Hotellets bitch: Sandra
- Kendte gæster: Paris Hilton og Patrick Nielsen
- Titelmelodi: Malene Qvist - Dynamite
- Antal afsnit: 72
- Antal deltagere: 32

## Deltagerne
| Navn                                | Alder | Fra              | Tjekket ind | Tjekket ud     | Grund til udtjekning |
| ----------------------------------- | ----- | ---------------- | ----------- | -------------- | --- |
| Nicolas Butler                      | 26    | København        | Ep 25, 71   | Ep 70, VINDER  | Stemt ud ved afstemning blandt de øvrige deltagere |
| Sandra Rud Gaasedal                 | 19    | Esbjerg          | Ep 13       | VINDER         | |
| Jack Kislov Thomsen                 | 23    | Amager           | Ep 45       | Finalen        | |
| Daniela Heising                     | 19    | København        | Ep 45, 65   | Ep 62, Finalen | Stemt ud ved Pandoras af pigerne |
| Nathja Pusle Borowiec, (Jury)       | 24    | Haslev           | Ep 4        | Ep 71          | Smidt ud af Nicholas Butler |
| Stine Kronborg, (Jury)              | 33    | Sydney           | Ep 41       | Ep 71          | Afstemning blandt de øvrige deltagere, som den mindst værdige                                                                                                   |
| Rasmus Astrup Jakobsen, (Jury)      | 23    | København        | Ep 10, 65   | Ep 52, 71      | Ep 52: Parceremoni, stemt ud af Daniela Heising til fordel for Jack Kislov Thomsen Ep 71: Afstemning blandt de øvrige deltagere, som den mindst værdige         |
| Nichlas Ernst Herluf Jensen, (Jury) | 22    | Nykøbing Falster | Ep 49       | Ep 69          | Stemt ud af Rasmus Astrup Jakobsen og Jack Kislov Thomsen |
| Malene Sandgaard, (Jury)            | 21    | Aabenraa         | Ep 1        | Ep 69          | Smidt ud af drengene |
| Kathrine Smidt, (Jury)              | 19    | Aarhus           | Ep 61       | Ep 68          | Først smidt ud af Nichlas Ernst Herluf Jensen til fordel for Nathja Pusle Borowiec, derefter valgt fra af Nathja Pusle Borowiec til fordel for Malene Sandgaard |
| Kasper Hager Andersen, (Jury)       | 20    | Galten           | Ep 1, 30    | Ep 23, 67      | Ep 23: Stemt ud af de andre drenge til fordel for Nicklas Pingel Ep 67: Stemt ud af personerne på solo                                                          |
| Beth Sønderby, (Jury)               | 19    | Værløse          | Ep 57       | Ep 64          | Smidt ud af Sandra Rud Gaasedal |
| Martin Hjort Kristensen, (Jury)     | 30    | Aarhus           | Ep 1, 41    | Ep 13, 60      | Ep 13: Parceremoni, stemt ud af Malene Sandgaard til fordel for Nicklas Pingel Ep 60: Smidt ud af Nichlas Ernst Herluf Jensen                                   |
| Maria Hylleberg de Pineda           | 24    | Odense           | Ep 53       | Ep 56          | Først smidt ud af Martin Hjort Kristensen til fordel for Daniela Heising), derefter smidt ud af Nichlas Ernst Herluf Jensen til fordel for Stine Kronborg       |
| Kristoffer Schlemmer (Stolle)       | 21    | Aarhus           | Ep 1, 55    | Ep 48, 55      | Ep 48: Parceremoni, stemt ud af Daniela Heising til fordel for Martin Hjort Kristensen Ep 55: Afstemning blandt de øvrige deltagere                             |
| Shila Schrøder                      | 28    | Brøndby Strand   | Ep 16       | Ep 51          | Smidt ud af Stine Kronborg, Nathja Pusle Borowiec og Malene Sandgaard                                                                                           |
| Anna Due                            | 20    | Thisted          | Ep 1, 36    | Ep 33, 45      | Ep 33: Parceremoni, stemt ud af Nicholas Butler til fordel for Shila Schrøder Ep 45: Afstemning blandt de øvrige deltagere                                      |
| Christopher Schifter Schou          | 22    | Ejby             | Ep 37       | Ep 44          | Parceremoni, stemt ud af Anna Due til fordel for Martin Hjort Kristensen                                                                                        |
| Kenneth Hansen (Kay)                | 29    | Randers          | Ep 37       | Ep 40          | Parceremoni, stemt ud af Shila Schrøder til fordel for Rasmus Astrup Jakobsen                                                                                   |
| Michelle Taptin Pristed Santini     | 18    | Vejle            | Ep 33       | Ep 39          | Smidt ud af Christopher Schifter Schou og Kenneth Hansen |
| Ali Jassim                          | 19    | Herning          | Ep 29       | Ep 36          | Smidt ud af pigerne |
| Freja Rosa Dissing Christiansen     | 19    | Hjørring         | Ep 32       | Ep 35          | Smidt ud af Kristoffer Schlemmer "Stolle" til drukne ceremoni                                                                                                   |
| Steven Ziya Solfjeld Güngör         | 20    | Rødovre          | Ep 17       | Ep 32          | Smidt ud af Freja Rosa Dissing Christiansen |
| Nicklas Pingel                      | 21    | Aarhus           | Ep 3        | Ep 31          | Smidt ud af drengene |
| Nicolai Falmer-Nielsen              | 22    | Gentofte         | Ep 24       | Ep 28          | Parceremoni, stemt ud af Sandra Rud Gaasedal til fordel for Steven Ziya Solfjeld Güngör                                                                         |
| Rikke Chili Ulstrup Rasmussen       | 26    | København        | Ep 21       | Ep 24          | Parceremoni, stemt ud af Steven Ziya Solfjeld Güngör til fordel for Shila Schrøder                                                                              |
| Camilla Tandrup Hansen              | 21    | Randers          | Ep 1        | Ep 20          | Parceremoni, stemt ud af Nicklas Pingel til fordel for Sandra Rud Gaasedal                                                                                      |
| Alexander Rexen                     | 20    | Hillerød         | Ep 1        | Ep 19          | Afstemning blandt Steven, Kasper og Malene |
| Mette Sørensen                      | 21    | Aalborg          | Ep 1        | Ep 16          | Valgte frivilligt at forlade hotellet |
| Camilla-Sofie Vindahl               | 21    | Helsingør        | Ep 2        | Ep 9           | Afstemning blandt de øvrige deltagere |
| Amanda Diana Busk                   | 20    | Rødovre          | Ep 4        | Ep 8           | Parceremoni, stemt ud af Nicklas Pingel til fordel for Malene Sandgaard                                                                                         |
| Anis Sarcevic                       | 21    | Ringkøbing       | Ep 1        | Ep 4           | Parceremoni, stemt ud af Camilla-Sofie Vindahl til fordel for Kristoffer Schlemmer (Stolle)                                                                     |